# Тауке султан
Тауке султан (неизв. —1797) — султан части Среднего жуза (1766—1797), сын Абулмамбет-хана и внук Болат-хана.

## Биография
Тауке по прозвищу Худайдад, так же номинально правил Хивинским ханством, после Тимургази-хана. Он прибыл в Хивинское ханство как торговец, но после смерти Тимургази-хана, он оказался самым удобным претендентом на престол. Он был взят из Караван-сарая и возведен на трон, которым правил 1,5 roдa. Мунис описывает период правления Тауке в Хиве в позитивном тоне: "Он был человеком очень добрым, простым, благочестивым, кротким и подобным дервишу. В его время следы беспорядков и метяжа полностью исчезли в хорезмской стране." Робкий и добродушный правитель явно тяготился своим положением, и, по его просьбе, 1766 г. ему позволили оставить престол.
Ученый-историк И. Ерофеева, приводит данные о том, что он правил родами каракерей найман Среднего жуза и родами сиргели, сарыуйсун Старшего жуза. В русских документах встречаются сведения о Тауке Абулмамбетулы. Сохранились материалы о том, что 14 ноября 1765 года султан Среднего жуза Тауке писал письмо русскому генерал-поручику И. Деколонгу о своем намерении присоединиться к России. В материалах И.Г. Андреева отмечается, что его пастбища находились вдоль реки Иртыш, в окрестностях Ямышевской крепости, в горах Баянаула, где сосновый бор и пресное озеро. Тауке хан в то время имел связи с Россией и Китаем. В 1783 году империя Цин присвоила ему титул «ван». 
Сохранились сведения о его смерти в 1797 году. Тауке хан был захоронен в мавзолее Ходжа Ахмеда Ясави.